# Leonor de Tejeda
Leonor de Tejeda, född 1574, död 1640, var en spansk nunna. Hon grundade år 1613 det första klostret för kvinnor i Argentina; detta fungerade som en skola för flickor, och hon betraktas därför som en pionjär för kvinnors utbildning i Argentina. 